# Roméo Savoie
Pour les articles homonymes, voir Savoie (homonymie).
Roméo Savoie est un architecte, un peintre et un poète acadien né le 9 mars 1928 à Moncton, au Nouveau-Brunswick (Canada) où il meurt le 14 octobre 2023.

## Biographie
Roméo Savoie naît le 9 mars 1928 à Moncton, au Sud-Est du Nouveau-Brunswick. Il obtient un baccalauréat de l'Université Saint-Joseph de Memramcook en 1950 et un baccalauréat en architecture de l'École des Beaux-Arts de Montréal en 1956. L'appel des arts visuels se fait sentir en 1964. Il est architecte à Montréal et dans plusieurs villes du Nouveau-Brunswick jusqu'en 1970, lorsqu'il décide de se consacrer à la peinture. Il présente son travail dans de nombreux pays. La peinture l'amène à séjourner en France de 1970 à 1972. À son retour, il s'établit définitivement à Moncton. Il enseigne les arts à l'Université de Moncton, il est designer et scénographe pigiste et il peint tout en dessinant quelques édifices. En 1985, il commence à étudier à l'Université du Québec à Montréal et il obtient une maîtrise en arts visuels en 1988. Par la suite, il se consacre avant tout à la peinture mais écrit aussi des poèmes. Comme en peinture, il écrit par couches successives et interprète même des tableaux dans Trajets dispersés (1989). Il écrit beaucoup de poèmes liés par un thème, une situation ou une émotion, inspiré de son environnement, notamment la mer avec L'eau brisée (1982) et Dans l'ombre des images (1991). Sa poésie est philosophique, tel que démontré dans Une lointaine Irlande.
Il reçoit plusieurs prix et distinctions dont le prix Miller Brittain (1994), le prix Strathbutler (1998) et un doctorat honorifique en arts visuels de l’Université de Moncton (1999). 
Monique LeBlanc réalise en 2010 le documentaire Roméo Savoie, la peinture au corps.
Il meurt le 14 octobre 2023 à Moncton à l'âge de 95 ans,.
Il est le cousin de l'universitaire Donald J. Savoie.

## Ouvrages publiés
- Le mensonge caméléon roman (2010) aux Éditions Perce-Neige
- Une lointaine Irlande poésie (2001) aux Éditions Perce-Neige